# Station Rainham (Kent)
Rainham (Kent) is een spoorwegstation van National Rail in Rainham, Medway in Engeland. Het station is eigendom van Network Rail en wordt beheerd door Southeastern. 